# Maïté Duval

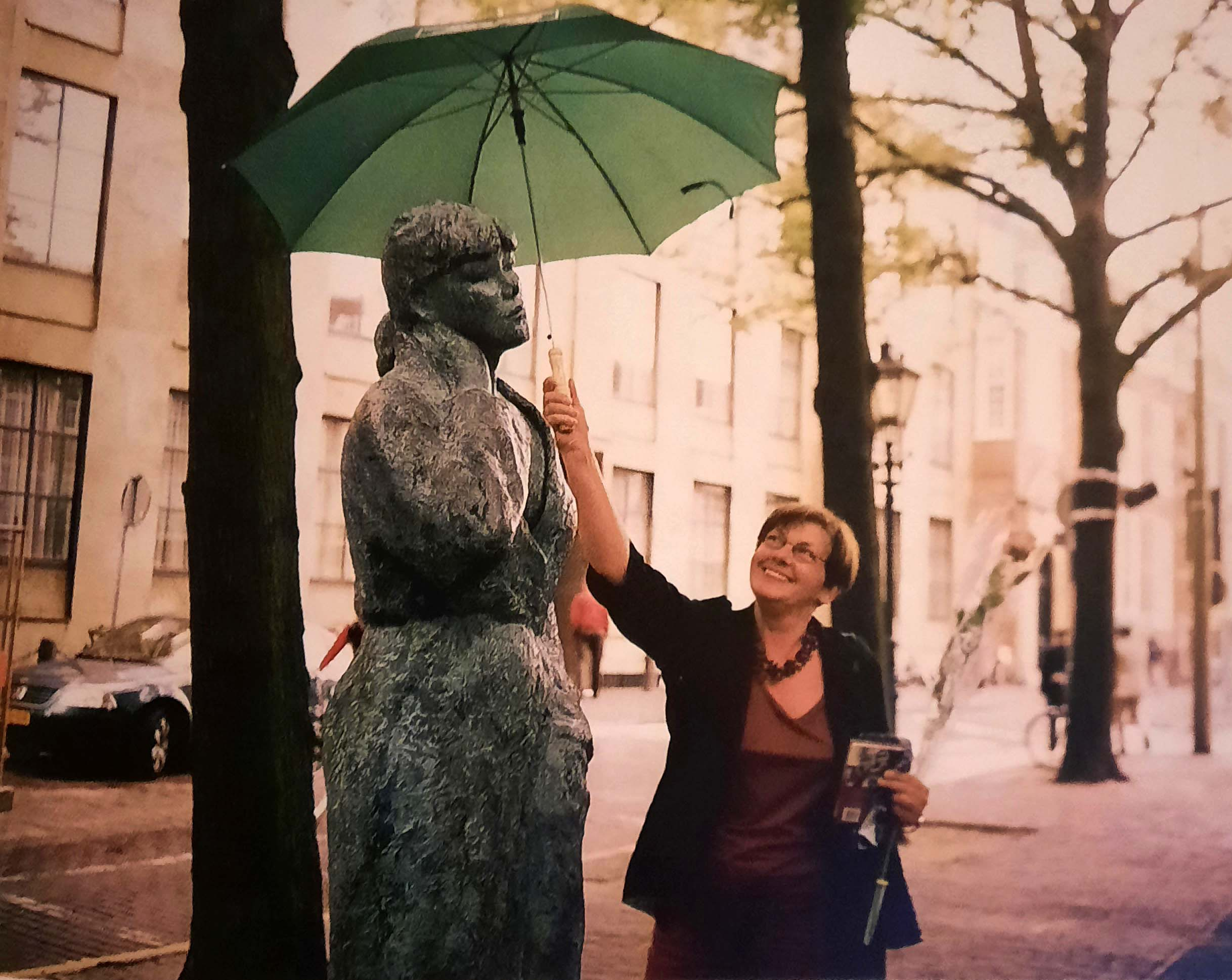
Maïté Duval, 2003

Marie-Thérèse Marguerite Jeanne „Maïté“ Duval (* 26. März 1944 in Renazé; † 2. November 2019 in Zutphen) war eine aus Frankreich stammende niederländische Zeichnerin und Bildhauerin.

## Leben
Maïté Duval wurde 1944 im französischen Renazé als zweites von sieben Kindern in einer Arbeiterfamilie geboren. Ihr Vater arbeitete bei der Eisenbahn, ihre Mutter erledigte Ausbesserungsarbeiten. Da ihr das Lernen leichtfiel, schickten ihre Eltern sie in ein von Nonnen geführtes Mädcheninternat mit Lyzeum in Rouen, damit sie eine weiterführende Schulausbildung erhielt. Dort war sie eine Außenseiterin und fühlte sich unglücklich.

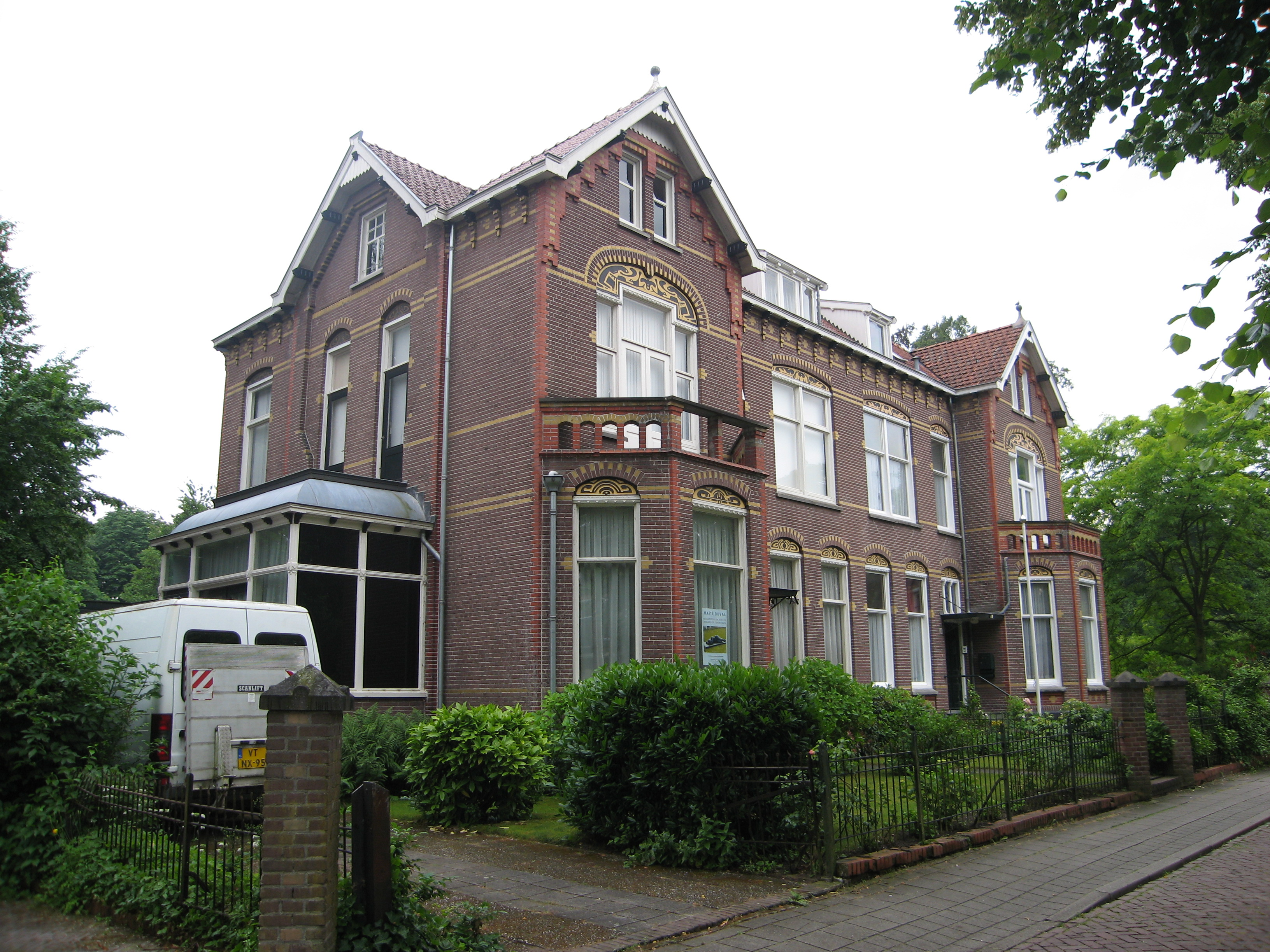
Deventerweg 18, Zutphen

Sie studierte mit einem Stipendium Literatur an der Universität in Rouen, wo sie 1966 den französisch-niederländischen Maler Thierry Rijkhart de Voogd (1944–1999) kennenlernte. Sie brach ihr Studium ab, heiratete de Voogd 1967 und 1968 wurde ihr Sohn geboren. Im selben Jahr zog das Paar nach Voorst in den Niederlanden, wo später die zwei Töchter zur Welt kamen. In den folgenden Jahren nahm das Paar rege am kulturellen Leben teil und engagierte sich gegen soziale Ungerechtigkeit. Die Ferien verbrachten sie oft in der Normandie bei Maïté Duvals Familie. Maïté Duval begann 1973 mit der Gestaltung von Tonfiguren und der Bildhauerei. Der Durchbruch gelang ihr 1983 nach einer Ausstellung im Museum Singer Laren. Sie übernahm Auftragsarbeiten und arbeitete an freien Arbeiten. Obwohl Maïté Duval lange in den Niederlanden lebte, beherrschte sie die Sprache nie vollständig und behielt ihren starken französischen Akzent. Die Familie zog noch mehrmals innerhalb der Gemeinde Voorst um, bis sie 1987 am Deventerweg 18 in Zutphen ein Wohnhaus mit Atelier fand.

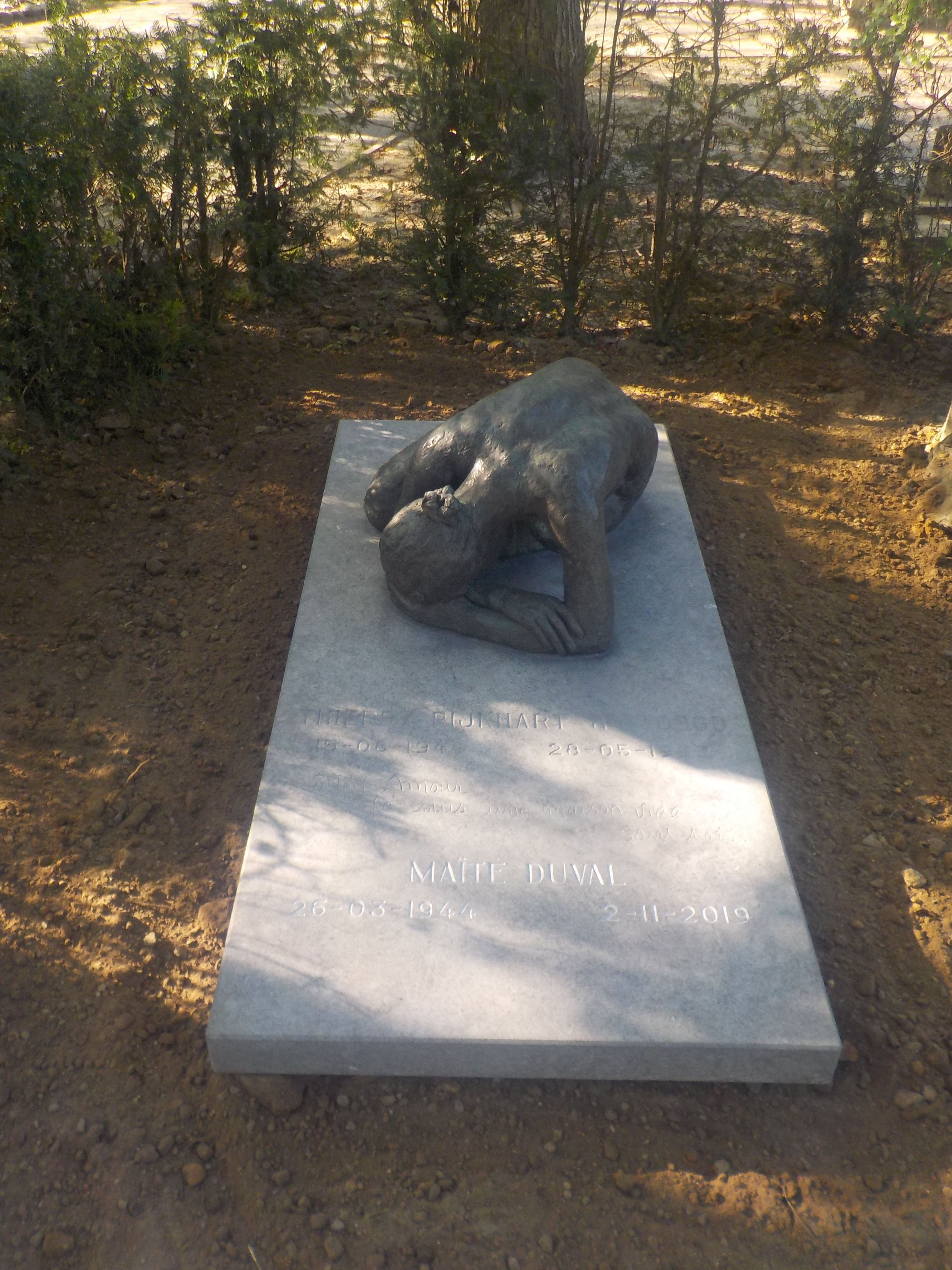
Grabstein von Maïté Duval

Der Tod ihres Mannes 1999 führte zu einem Einbruch im künstlerischen Schaffen von Maïté Duval, das sie nach einigen Jahren wieder aufnahm. Sie baute sich außerdem ein neues soziales und kulturelles Netzwerk auf, zu dem ihre Mitgliedschaft in einem Leseclub, einem Leseclubs für russische Literatur, einem Bridgeclubs und einem Filmclub gehörte. Trotz Augenproblemen und Arthrose arbeitete sie bis zu ihrem Tod. Sie starb 2019 in ihrem Haus an einem Herzstillstand und wurde auf dem Oosterbegraafplaats in der Voorsterallee in Zutphen neben ihrem Mann beigesetzt. Auf der schlichten weißen Grabplatte ist die von ihr 1989 geschaffene liegende Skulptur Ingekeerd angebracht.
Über Maïté Duvals Leben und Werk sind verschiedene Publikationen erschienen, unter anderem
„Maïté Duval. Bilder und Zeichnungen“ von Ileen Montijn (Druten, 2005). Der Nachlass von Maïté Duval und ihrem Mann mit Briefen, Korrespondenzen, Fotos sowie Werk- und Ausstellungsbeschreibungen befindet sich im Erfgoedcentrum Zutphen (Zentrum für Kulturerbe Zutphen).

## Werk
Maïté Duval erhielt keine formelle Ausbildung. Sie eignete sich ihr Können autodidaktisch an und erlernte die technischen Aspekte von etablierten Bildhauern. Ab Mitte der 1970er Jahre entwickelte sie sich als Bildhauerin und stellte zunächst gemeinsam mit ihrem Mann aus. Nach und nach erhielt sie immer mehr Aufträge für Skulpturen im öffentlichen Raum und mit wachsender Bekanntheit stellte sie ihre Arbeiten in Gruppen- und Einzelausstellungen in Museen wie dem Singer Laren in Laren, in Galerien und Skulpturengärten, aus. Neben den Skulpturen schuf sie zunehmend auch Zeichnungen und Gemälde in verschiedenen Techniken. Sie schuf figurative Arbeiten, die teilweise von Auguste Rodin und Henry Moore inspiriert waren. Ihre Arbeit konzentrierte sich hauptsächlich auf den weiblichen Körper. Dazu posierte sie unter anderem unbekleidet vor einem Spiegel als Vorbild für ihre nackten Frauenfiguren.
Werke im öffentlichen Raum (Auswahl):
- 1976: Schouders, Centraal Beheer, Apeldoorn
- 1977: Bérendine, Voorst
- 1982: Rêverie, Gemeentehuis, Voorst, Twello
- 1982: De Gans, Stadhuis, Deventer
- 1985: De stormramp van Borculo, Kerkplein, Berkelland, Borculo
- 1985: Zuster van het Gemeene Leven op het bleekveld, Agnietenhof, Zutphen
- 1986: IJsberen, Callunaplein, Dieren
- 1987: Bérendine, De Beukenhof, Loosdrecht
- 1987: Grand Père, Grand Mère oder Rust na Arbeid, Dorpsplein, Klarenbeek
- 1987: De Gans, Voorst
- 1989: Else, 't Veld Paasberg, Terborg
- 1989: Ingekeerd, Grab von Maïté Duval, Oosterbegraafplaats, Zutphen
- 1990: Else, Oude Bornhof, Zutphen
- 1991: Melancholie, Museum Henriette Polak, Zutphen; ab 2009 in der Eingangshalle des Stedelijk Museum Zutphen
- 1994: zoals zij is (Ainsi-Soit-elle), Ecke Koppelstraat / IJsbaanlaan, Beek en Donk
- 1994: IJsberen, kleine Version, Verpleeghuis Lückerheide, Kerkrade
- 1995: zoals zij is (Ainsi-Soit-elle), Stationsstraat, Apeldoorn
- 1996: Torso cambré, De Hanzehof, Zutphen
- 1996: De Sprong, Henriette Polaklaan, Zutphen
- 1997: Draaiende vrouw, ING Bank, Zutphen
- 2003: Rêverie, De Sokkerwei, Castricum
- 2003: De Gans, Kleidijk, Rhoon
- 2004: IJsberen, kleine Version, 't Bouwhuis, Enschede
- 2006: Geste libre, Frans Halslaan, Zutphen
- 2007: zoals zij is (Ainsi-Soit-elle), Nieuw Wolfslaan, Breda
- 2011: Volupté, Skulpturenweg Papendrecht, Merewhoofd, Papendrecht
- 2013: Paula in Kamerjas, Museum de Fundatie, Kasteel Het Nijenhuis, Heino/Wijhe
- 2015: Overgave, Museum Beelden aan Zee, Scheveningen
- 2016: Fleuve, CODA-Museum (Cultuur Onder Dak Apeldoorn), Apeldoorn
- 2017: Draaiende Vrouw, Museum Zutphen im ehemaligen Stadtschloss Hof van Heeckeren im ’s Gravenhof 4, Zutphen
- 2019: Indépendance, Het Meerhoofd, Papendrecht
- 2022: Volupté, Deventerweg, Zutphen[8]

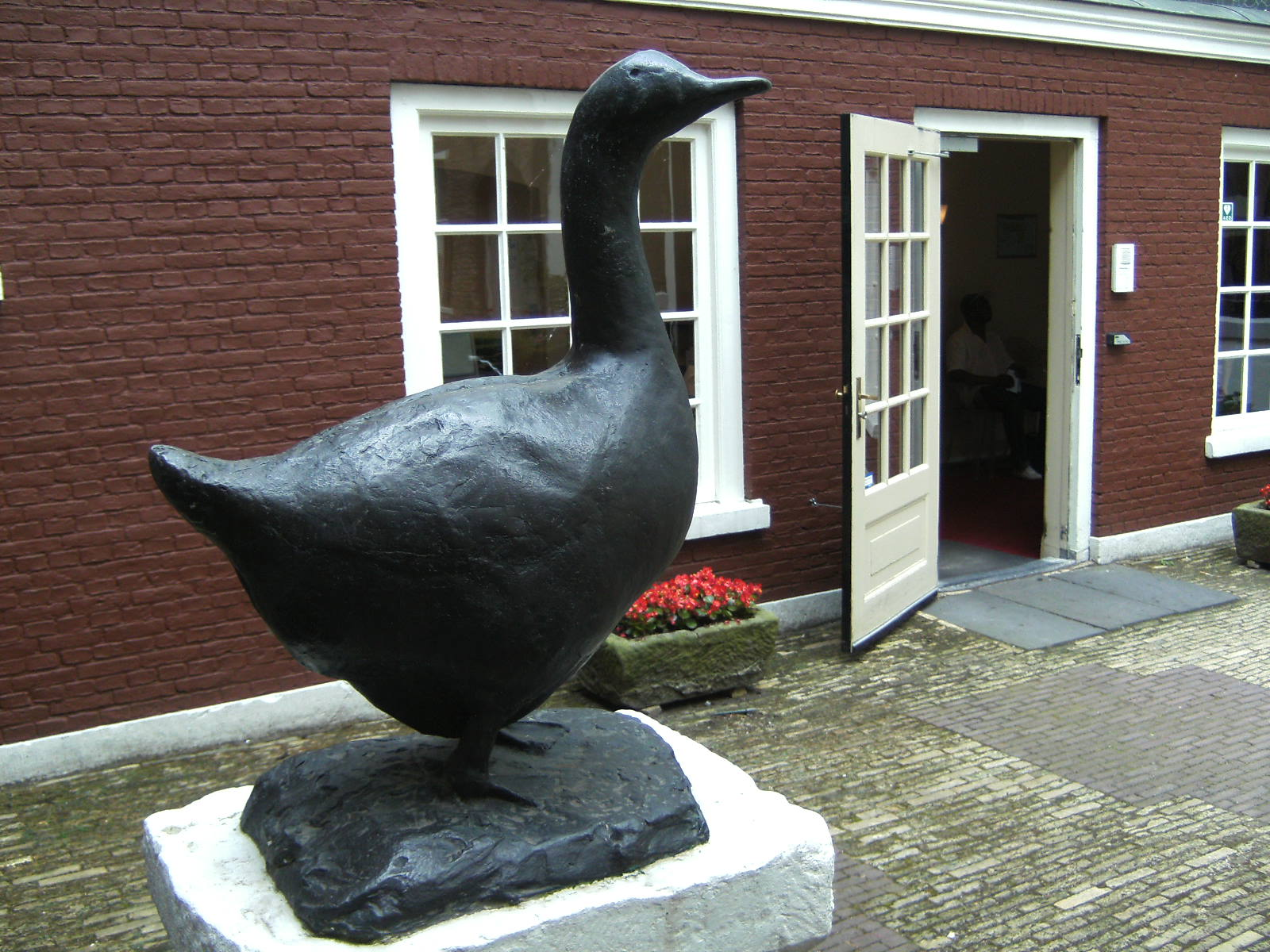
De Gans (Die Ganse), 1982
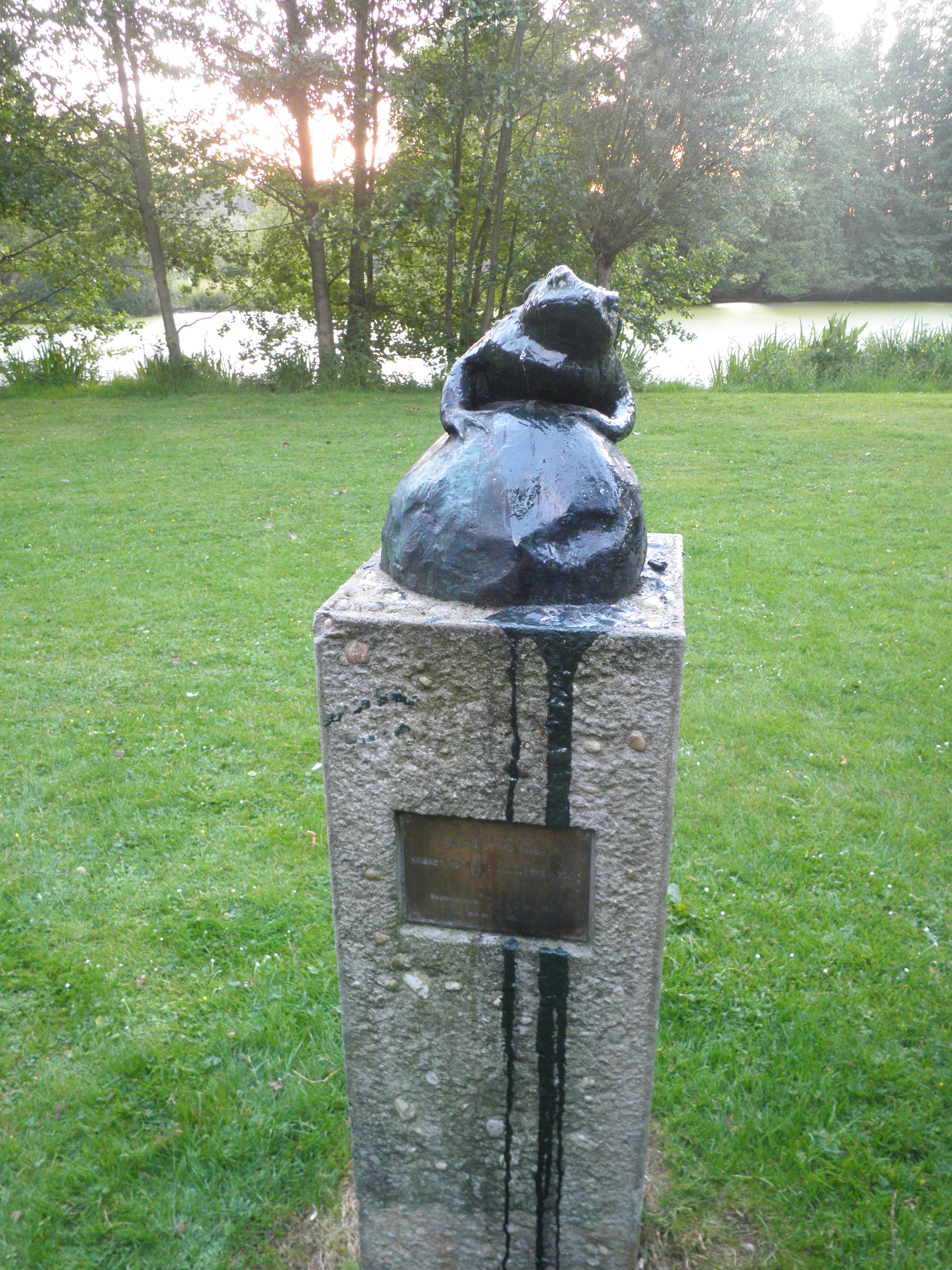
Kikker (Frosch)
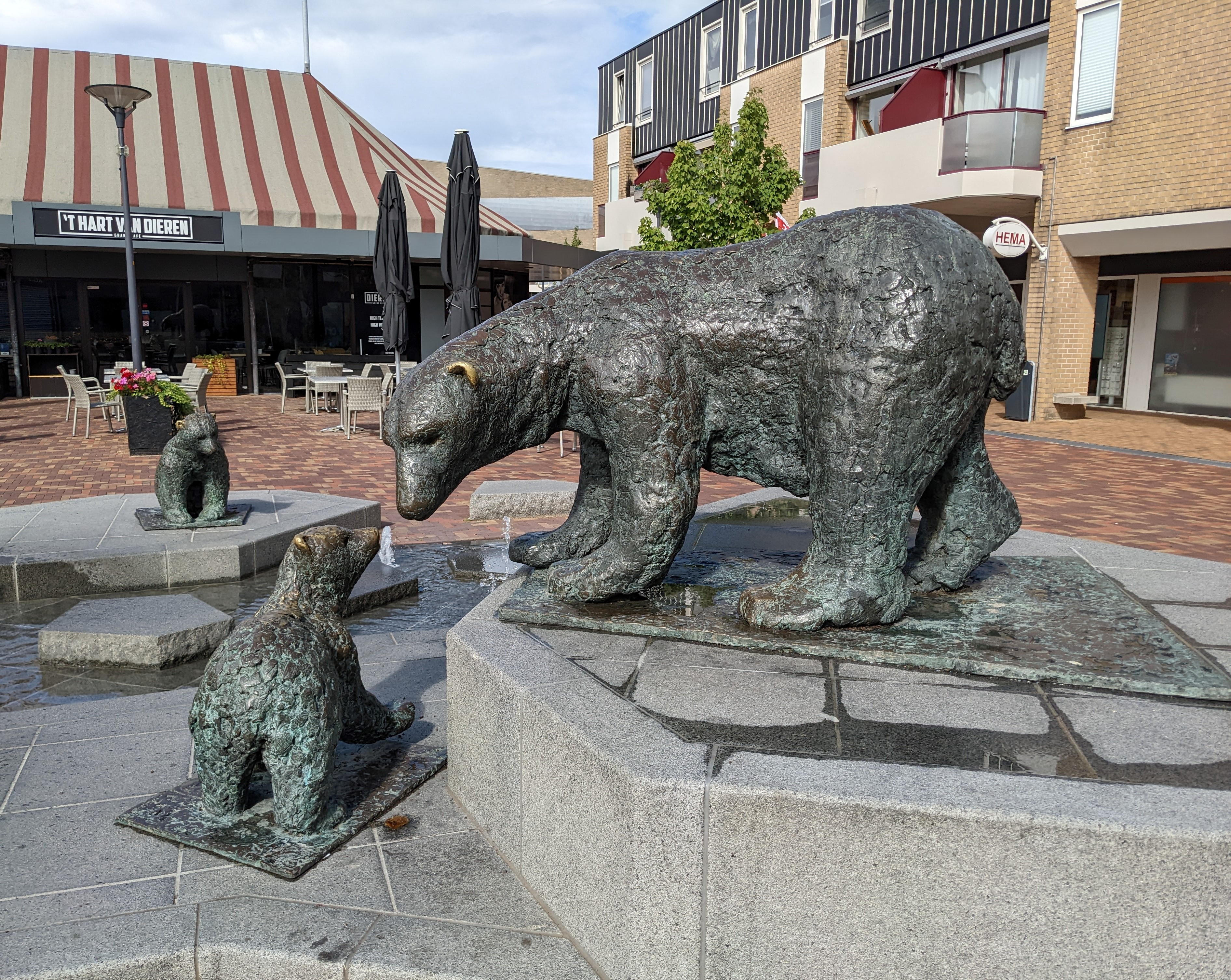
IJsberen (Eisbären), 1986
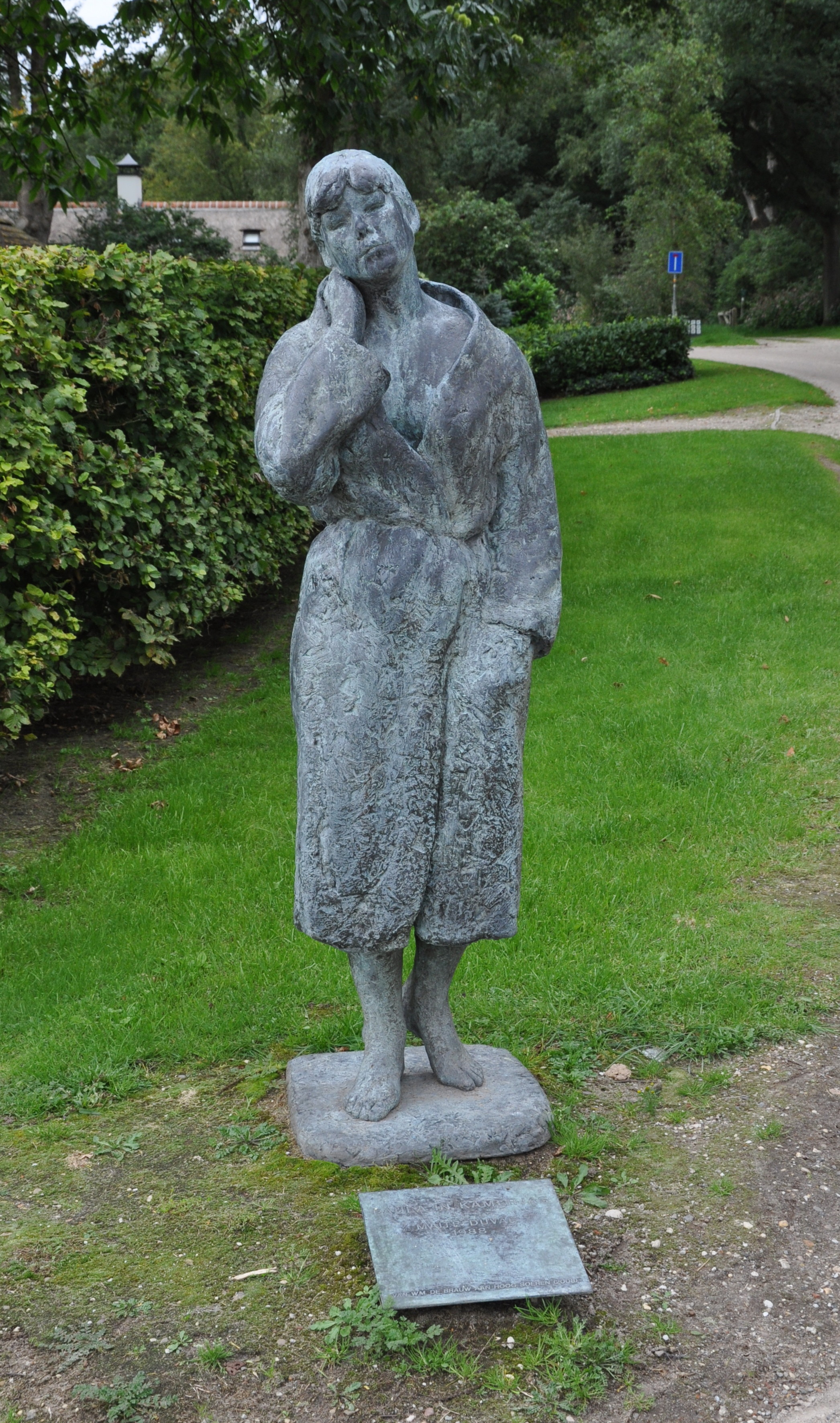
Paula in Kamerjas (Paula im Morgenmantel), 2002
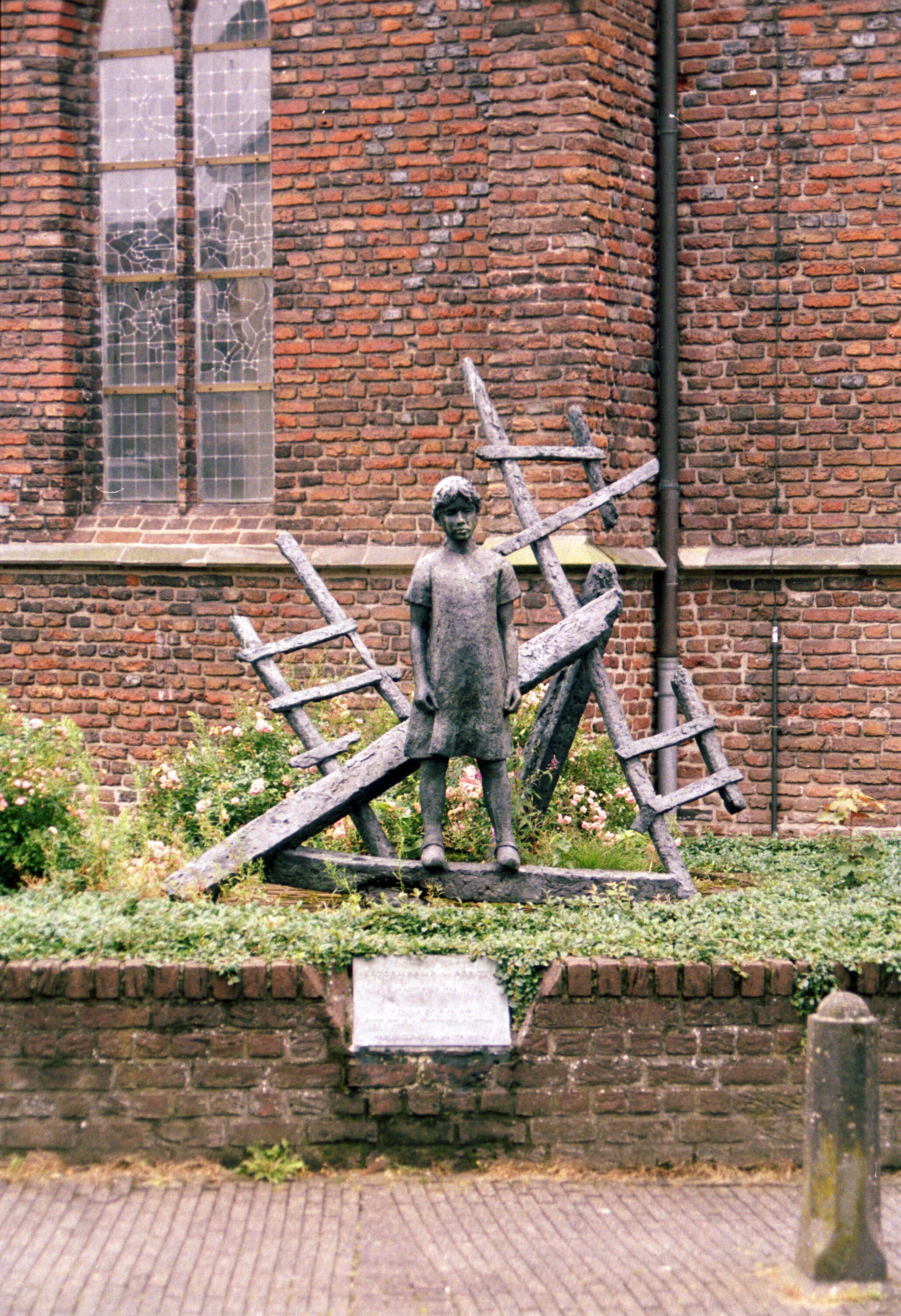
De stormramp van Borculo (Die Sturmkatastrophe von Borculo)
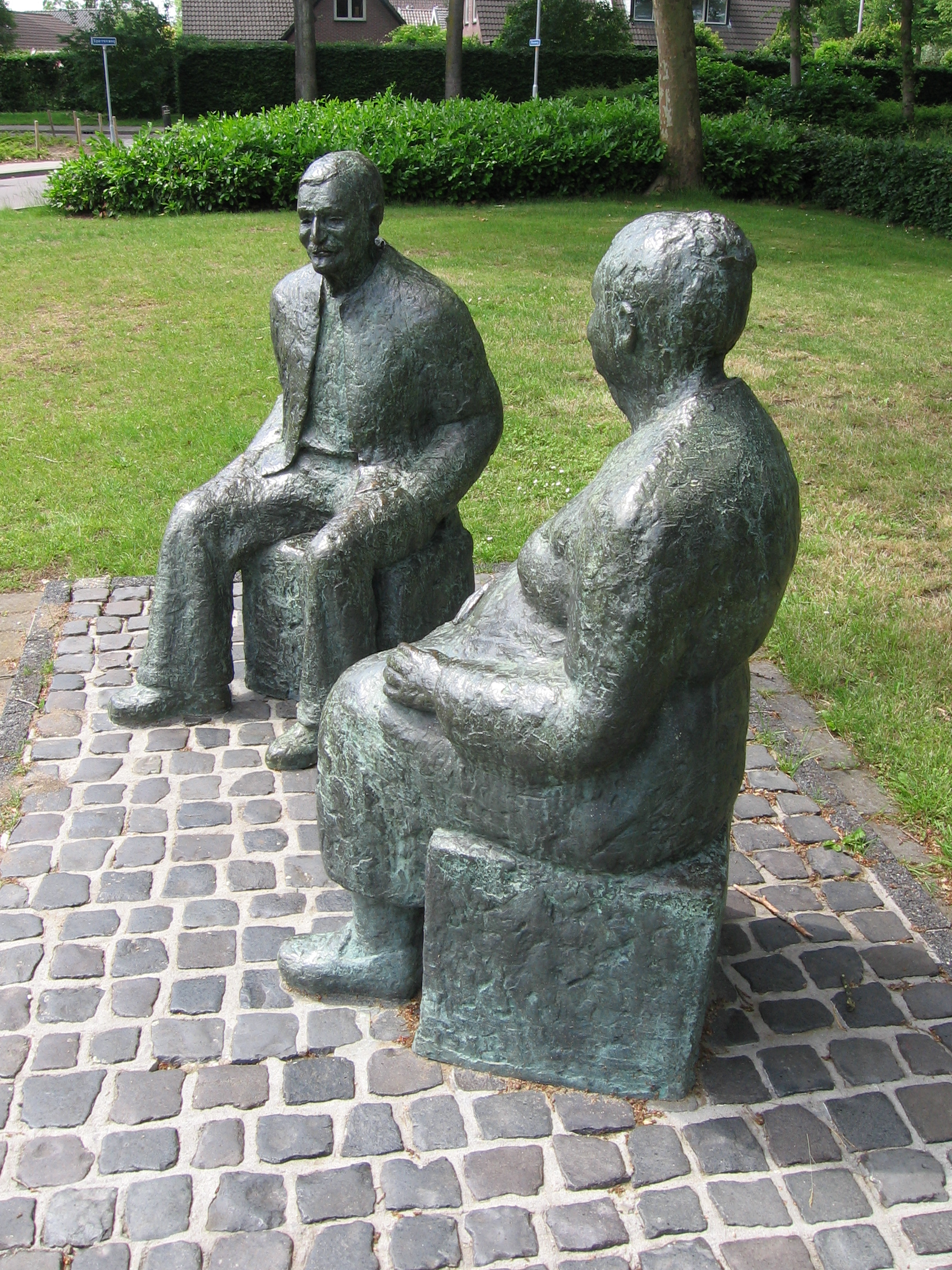
Rust na Arbeid (Ruhe nach der Arbeit)
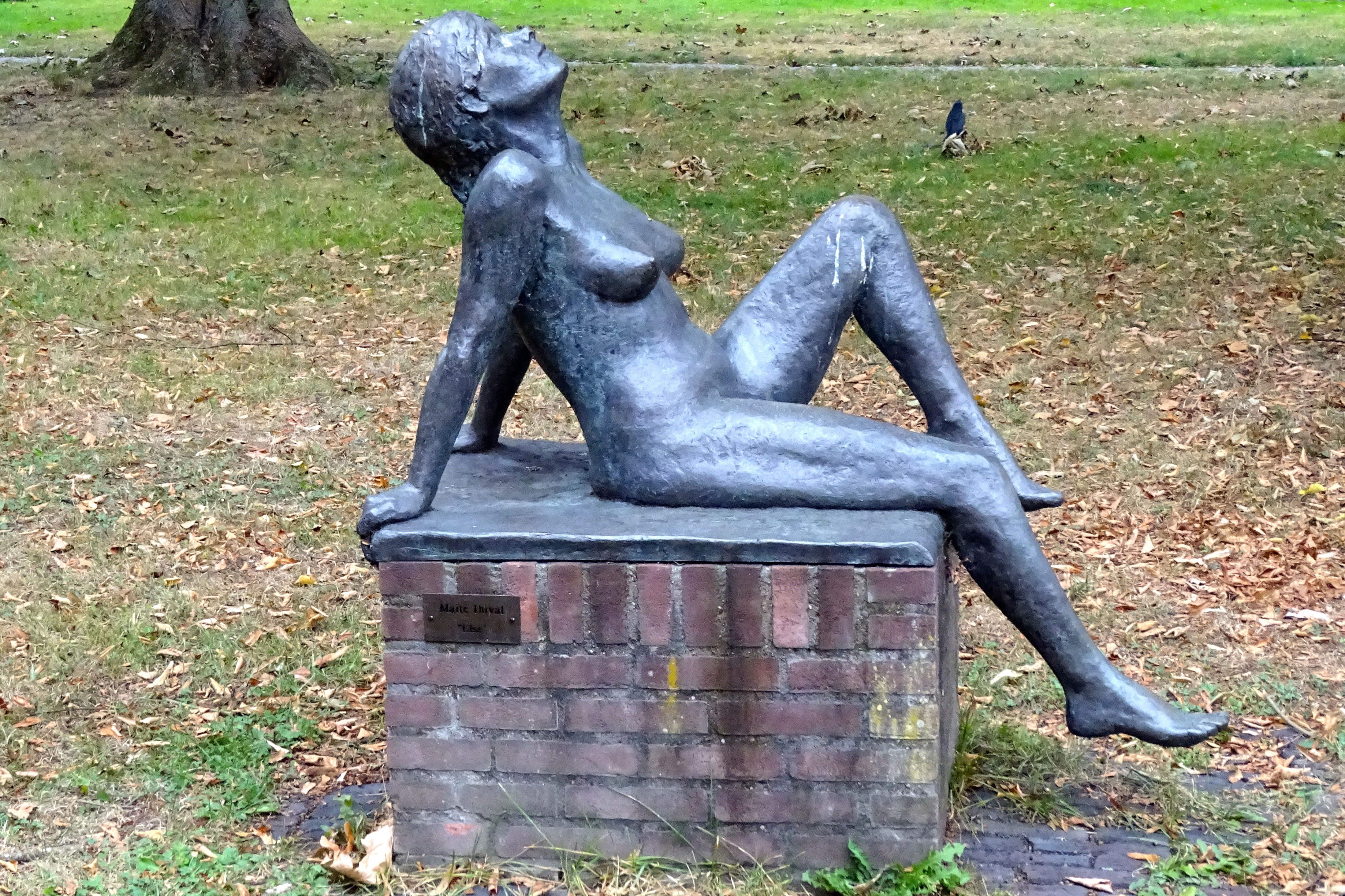
Else
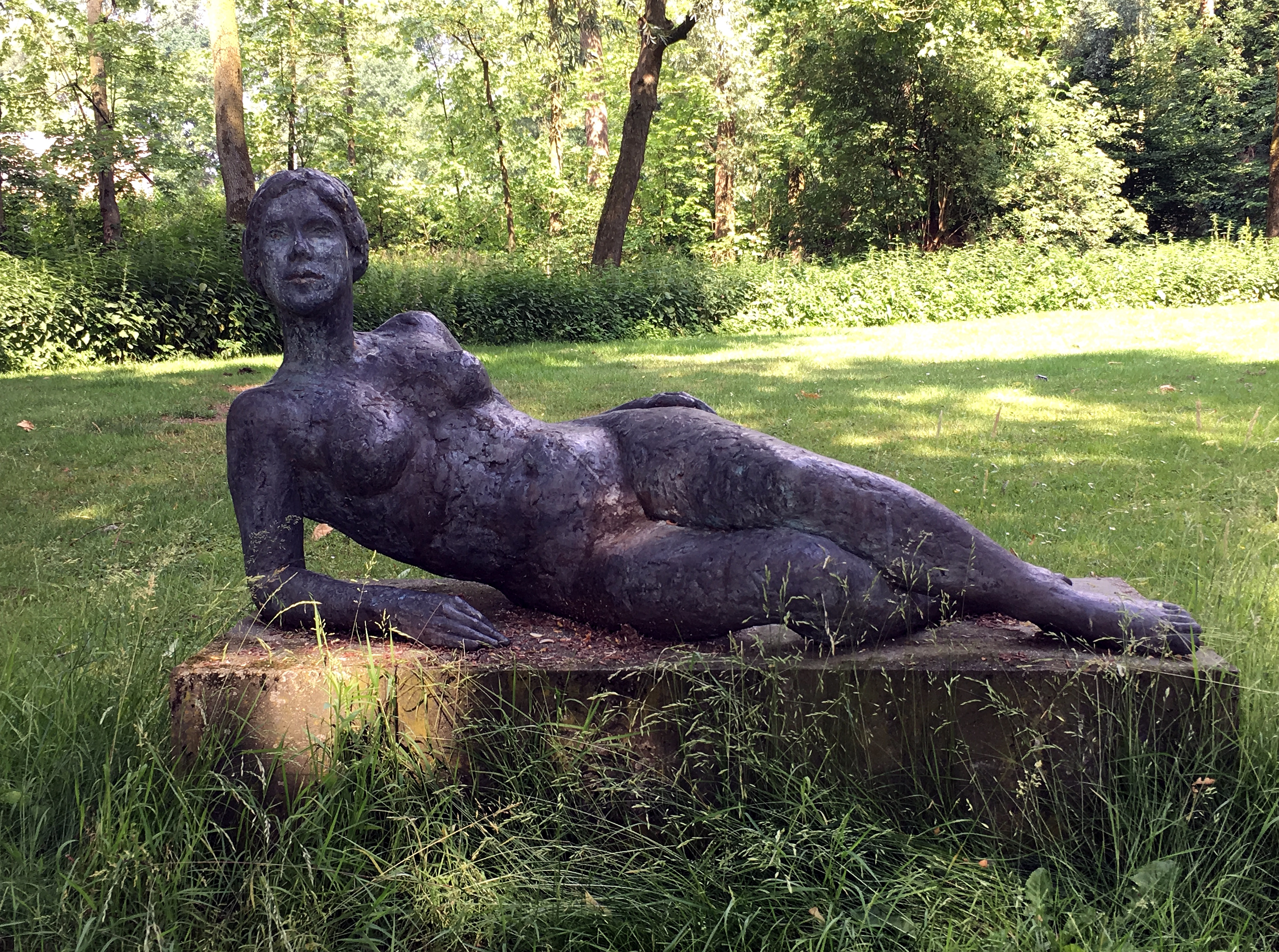
Ainsi-Soit-elle (So sei sie), Laarbeek
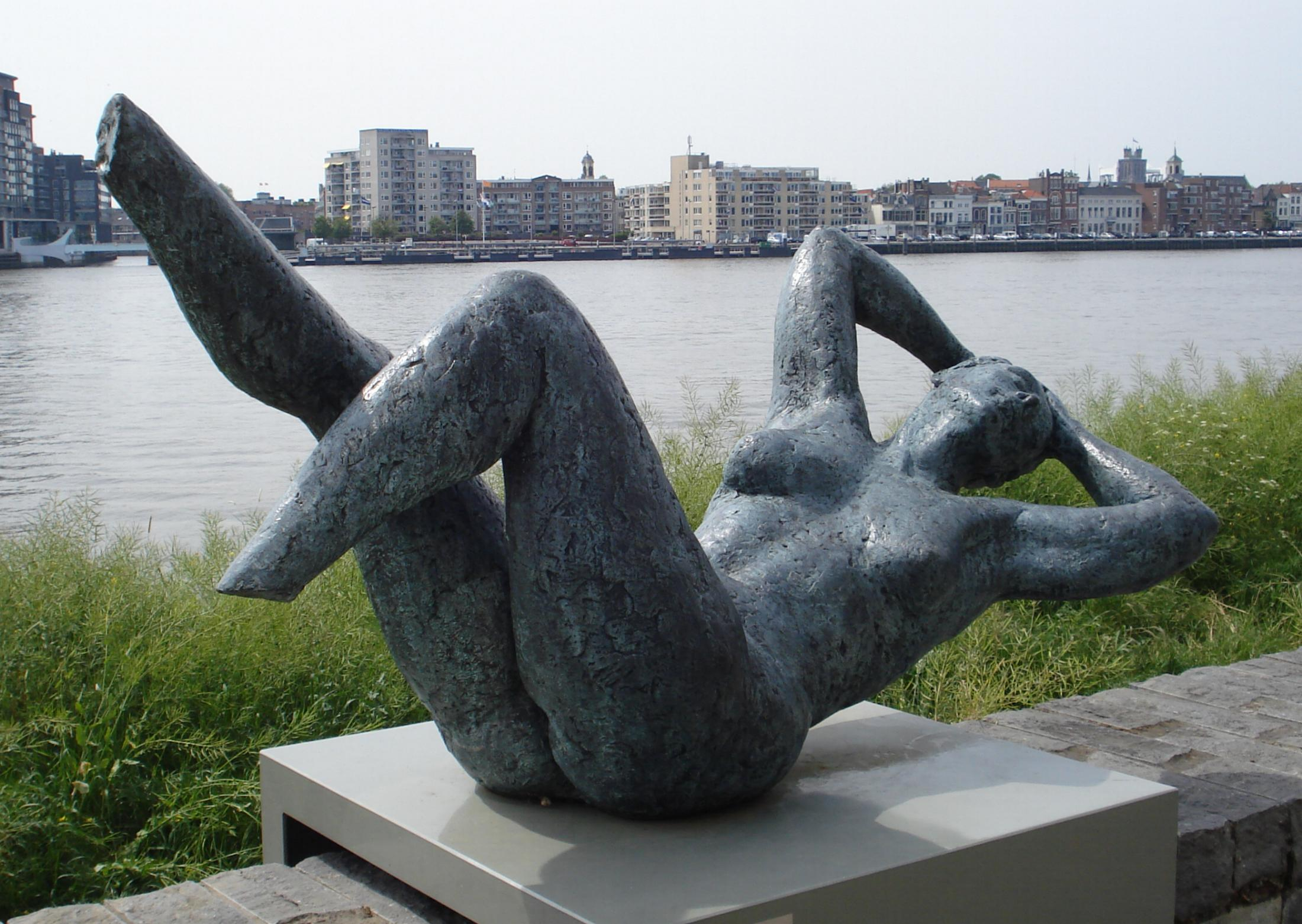
Volupté (Wollust), 2011
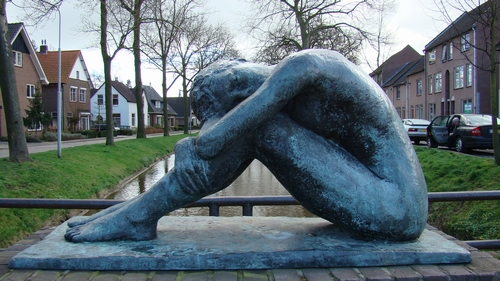
Bérendine, Lochem

## Ausstellungen (Auswahl)
- 1978: Museum Henriëtte Polak, Zutphen (Einzelausstellung)
- 1982: Stadsmuseum, Doetinchem (Einzelausstellung)
- 1983: Museum Singer Laren, (Einzelausstellung)
- 1986: Hedendaagse Portretkunst in Nederland, Museum Singer Laren, Laren
- 1986: Beeld en Route, Diepenheim
- 1987: Galerie des Carmes, Rouen (Einzelausstellung)
- 1988: Skulpturengarten Beekvliet, Borculo (Einzelausstellung)
- 1988: Beelden in het Arboretum, Rotterdam
- 1989: Skulpturenpark Kasteel de Hooge Vuursche, Baarn
- 1991: Stedelijk Museum, Zutphen
- 1993: Stedelijk Museum, Zutphen
- 1995: Galerie/Skulpturengarten Groeneveld, Almelo (Einzelausstellung)
- 1996: Museum Henriëtte Polak, Zutphen (Einzelausstellung)
- 1997–2000: The European Fine Art Fair TEFAF, Maastricht
- 1997–2000: Kunst RAI, RAI Amsterdam
- 1997–2000: PAN, Kunstmesse, Amsterdam
- 1998: Een Dijk van Kunst, Wilp
- 2002: Stedelijk Museum, Zutphen
- 2003: Den Haag Sculptuur, Lange Voorhout, Den Haag
- 2005: Skulpturengarten de Paauw, Wassenaar
- 2005: Skulpturengarten Auxiliatrixpark, Venlo
- 2007: Galerie Het Cleyne Huis, Den Haag (Einzelausstellung)
- 2009: St. Lucas Kerk, Ouderkerk aan de Amstel
- 2010: Het Moment – Figuratieve Nederlandse Beeldhouwkunst, Papendrecht
- 2011–2012: Riverside 1 – Het DNA Van De Mens, Papendrecht
- 2011: 7e Biennale de Sculpture, Bois-Guilbert, Frankreich
- 2011: Museum Henriëtte Polak, Zutphen
- 2012: Museum Henriëtte Polak, Zutphen
- 2014: Jeux d’esprits: Sculptures, Pulchri Studio, Den Haag
- 2014: Het Hofje van Nieuwkoop, Den Haag
- 2015: Kunstmaand Ameland, Ameland
- 2013–2016: Riverside 2, De Menselijke Maat, Papendrecht
- 2016–2019: Drechtoever Forum, Papendrecht
- 2017: IJsselbiënnale, De IJsselstroom, Zutphen
- 2019: Skulpturengarten, Gerolstein[9][10][11]